# August Neithardt

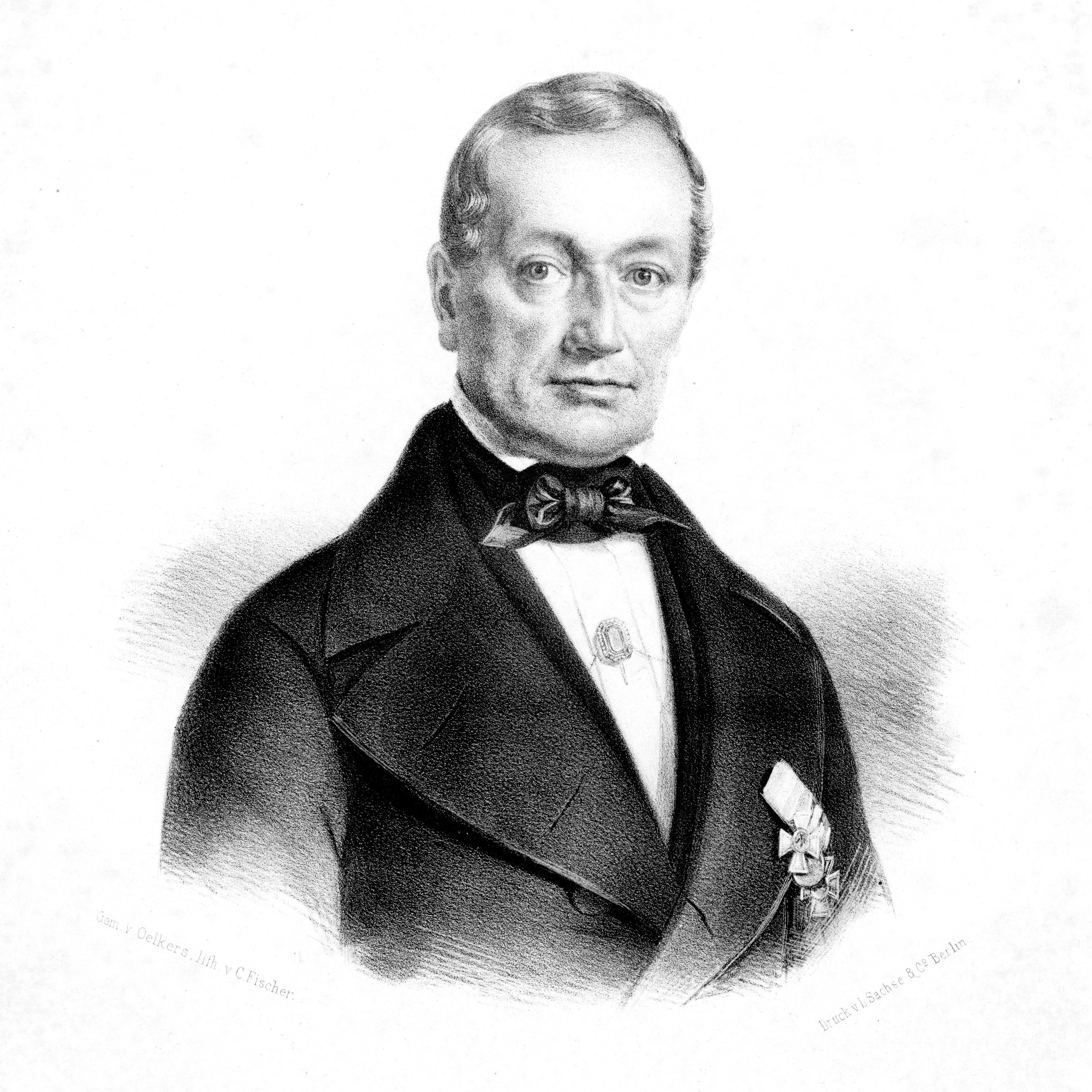
August Neithardt

Heinrich August Neithardt (Schleiz, 10 augustus 1793 – Berlijn, 18 april 1861) was een Duits componist, muziekpedagoog, dirigent, organist en hoornist. Hij is de oudere broer van de componist en militaire kapelmeester Heinrich Gottlieb Neithardt.

## Levensloop
Neithardt werd in zijn jeugd muzikaal opgeleid door de hoforganist Ebhardt uit Schleiz. Neithardt nam als vrijwilliger deel aan de zesde Coalitieoorlog. Hij was aanvankelijk hoornist in de militaire muziekkapel van het Gardebataljon. In 1816 werd hij tot militaire kapelmeester benoemd en dirigeerde de Militaire muziekkapel van het Pruisische gardeschutters regiment tot 1822. Vervolgens was hij dirigent van de Militaire muziekkapel van het keizer Franz garderegiment nr. 2. In deze functie bleef hij tot 1838.
Neithardt was componist van het zogenoemde Pruisenlied Ich bin ein Preuße, kennt ihr meine Farben? (Ik ben een Pruis, kent u mijn kleuren?) (1832) dat toen erg populair was. Koning Frederik Willem III van Pruisen benoemde hem tot muziekdirecteur. Neithardt werd dirigent van het liturgische koor aan het Dom van Berlijn, die vijf jaar later opging in het koninklijke Domkoor. Neithardt verhoogde het muzikale peil en het werd een der bekendste knapenkoren in Duitsland. In 1850 maakte Neithardt met dit koor de eerste reis in het buitenland naar Londen. In 1856 werd hij docent voor zang aan het "muzieklyceum Friedrich Werderschen" in Berlijn.
Als componist schreef hij naast werken voor harmonieorkest vooral sacrale en wereldlijke koorwerken.

## Composities

### Werken voor harmonieorkest
- 1824 Langsamer Marsch aus dem Ballett "Calto und Colama"
- 1826 Mars
- 1832 Schweizermarsch, over een volkslied uit Zwitserland
- 1832-1833 Mars over liederen uit Stiermarken,

### Kerkmuziek
- 1861 Bleibe bei uns, motet voor gemengd koor - tekst: Evangelie volgens Lucas 24, 29b
- Die Erde ist des Herrn (Psalm 24), voor gemengd koor, op. 134
- Frohlocket mit Händen (Psalm 47), voor gemengd koor en koperblazers
- Gott, sei uns gnädig (Psalm 67), voor gemengd koor
- Hilf mir, Gott (Psalm 54), voor gemengd koor en koperblazers, op. 138
- Lobet den Herrn alle Heiden, voor gemengd koor
- Misericordias Domini (Psalm 89,2), voor gemengd koor

### Muziektheater

#### Opera's
| Voltooid in | titel                                          | aktes   | première            | libretto |
| ----------- | ---------------------------------------------- | ------- | ------------------- | -------- |
| 1834        | Manfred und Julietta (Die schöne Dalmatinerin) | 2 aktes | 1834, Koningsbergen |          |

### Vocale muziek

#### Werken voor koor
- Ich bin ein Preuße, voor gemengd koor

### Kamermuziek
- 6 duetten, voor twee hoorns
- 10 Trios nach Themen aus Carl Maria von Webers "Der Freischütz", voor drie hoorns
- 18 kleine Trios, voor drie hoorns